# アルフォンソ・ダンテス
アルフォンソ・ダンテス（Alfonso Dantés、本名：Jose Luis Amezcua Diaz、1943年4月13日 - 2008年7月30日）は、メキシコのプロレスラー。ハリスコ州グアダラハラ出身。生年は1941年ともされる。
NWA系のEMLL（現：CMLL）を主戦場に、素顔のルードとして活躍した。父はアル・アメスクァ、兄はセプティエンブレ・ネグロ（ヴィック・アメスクァ）、実子にアポロ・ダンテス、セサール・ダンテス。

## 来歴
父のアル・アメスクァや父の同期だったディアブロ・ベラスコのジムでトレーニングを積み、1960年にデビュー。1964年には新人賞を受賞。
1965年5月5日、ラウル・レイエスを破りナショナル・ライトヘビー級王座を奪取（以降、1974年11月15日にエル・ハルコン、1981年9月18日にエンリケ・ベラを破り、同王座を通算3回獲得）。
1960年代末にはアメリカのロサンゼルス地区（NWAハリウッド・レスリング）に進出し、ベビーフェイスのポジションで活動。ミル・マスカラスのパートナーとなってブル・ラモス&ブラック・ゴールドマンとタッグ王座を争った。
1972年6月13日、レイ・メンドーサからNWA世界ライトヘビー級王座を奪取。以降、1976年10月24日にカルロス・プラタ、1977年4月21日にチャボ・ゲレロ、1979年4月30日にパク・チュー、1980年12月15日にラウル・マタを破り、同王座を通算5回獲得した。
1982年1月、全日本プロレス『新春ジャイアント・シリーズ』に来日。2月3日の横浜文化体育館大会ではマスカラスとのシングルマッチが行われた。
1986年8月20日にはシエン・カラスからナショナル・ヘビー級王座を奪取。1988年8月7日にもエル・グラン・マルクス・ジュニアを破って同王座を獲得したが、戴冠中の1989年3月に引退。
2008年7月30日、死去。

## 得意技
- タイガー・スープレックス[1]
- ボー・アンド・アロー[1]
- ゴリー・スペシャル[1]
- タパティア[1]（ロメロ・スペシャルの腕を決めない形）

## 獲得タイトル
EMLL / CBLL
- ナショナル・ライトヘビー級王座：3回[7]
- ナショナル・ヘビー級王座：2回[12]

ナショナル・レスリング・アライアンス
- NWA世界ライトヘビー級王座：5回[9]

NWAハリウッド・レスリング
- NWAアメリカス・タッグ王座：4回（w / ミル・マスカラス×2、フランシスコ・フローレス、エル・メディコ）[8]